# Филипп I де Крой
Филипп I де Крой (фр. Philippe I de Croÿ; ум. 1511), сир де Крой и д’Арен, граф де Шато-Порсеан, барон де Ранти, Бомон и Сенеген, Арсхот и Монкорне, сеньор де Шьевр, Бьербек, первый наследственный камергер и сенешаль Брабанта, пэр Эно — бургундский военачальник и государственный деятель.

## Биография
Сын Антуана I де Кроя и Маргариты Лотарингской.
Камергер герцога Бургундского и губернатор герцогства Люксембург и графства Линьи.
Как и его отец, Филипп был связан и с Бургундией и с Францией, присутствовал на коронации Людовика XI в 1461 году, и после неё был посвящён королём в рыцари. Позднее был принят в рыцари ордена Святого Михаила. В 1464 году получил от Людовика пенсион в 200 ливров.
Вероятно, на него не распространилась опала, которой подверглись Антуан Великий и Жан де Шиме, но в 1471 году, с началом франко-бургундской войны, Филипп перешел на сторону короля, приведя с собой 500—600 тяжеловооруженных всадников и 20 лучников из гарнизона Перонны. Генерал Гийом полагает, что его увлек пример тестя, коннетабля Люксембурга, известного изменника, ранее перешедшего на службу к Людовику.
Людовик назначил де Кроя своим камергером, губернатором Булонского замка и сенешалем Булонне. Кроме этого, король назначил его губернатором Реймса и округи, вместо казненного Антуана де Элланда, сеньора де Монтиньи, По окончании войны, в 1475 году, Карл Смелый простил Филиппу измену и вновь принял на службу, вернув конфискованные владения.
В январе 1476 Людовик отобрал у графа пенсион и пожалованные во Франции владения, передав их маршалу Жье.
В 1477 году был взят в плен в битве при Нанси. В правление Максимилиана и Марии в 1482 году стал капитан-генералом области и графства Эно и города Валансьен, сменив на этом посту сеньора Равенштейна. Также был назначен губернатором городов и шателений Тюэн, Кувен и Маршьенн, и исполнял должность генерального наместника области и епископства Льежского.

## Семья
Жена (1455): Жаклин де Люксембург (ум. 1518), дочь Луи де Люксембурга, графа де Сен-Поль, коннетабля Франции, и Жанны де Бар
Дети:
- Анри де Крой (1456—1514), граф де Порсеан. Жена: Шарлотта де Шатобриан (ум. 1509), дама де Луаньи, дочь Рене де Шатобриана, графа де Казан, и Элен д’Эстутвиль
- Антуан де Крой (1457—21.09.1495), епископ Теруана
- Гийом де Крой (1458—28.05.1521), маркиз ван Арсхот. Жена (1486): Мария Магдалина ван Хамаль-Тразенье, дочь Виллема ван Хамаля, герра ван Элдерен, и Маргариты де Мерод